# Lones Wigger
Lones Wigger (n. 25 august 1937, Great Falls⁠(d), Montana, SUA – d. 14 decembrie 2017, Colorado Springs, Colorado, SUA) a fost un trăgător de tir ce a reprezentat Statele Unite ale Americii, medaliat olimpic. A participat la 3 ediții ale Jocurilor Olimpice (1964, 1968, 1972) în care a câștigat două medalii de aur și o medalie de argint.